# Бардымский краеведческий музей
Бардымский краеведческий музей — историко-этнографический музей Бардымского муниципального округа (Пермский край). Образован 15 августа 1974 года по решению преподавателей истории и краеведов района. Основателями краеведческого музея считаются Заслуженный учитель школы РСФСР Габитов Юрий Салимгареевич (1909—1986) и Заслуженный работник культуры РФ Тляшев Ахметсагит Мирхайдарович (1928—2001).

## О музее
Это единственный музей в Пермском крае, который отражает самобытную культуру тулвинских татар и башкир.

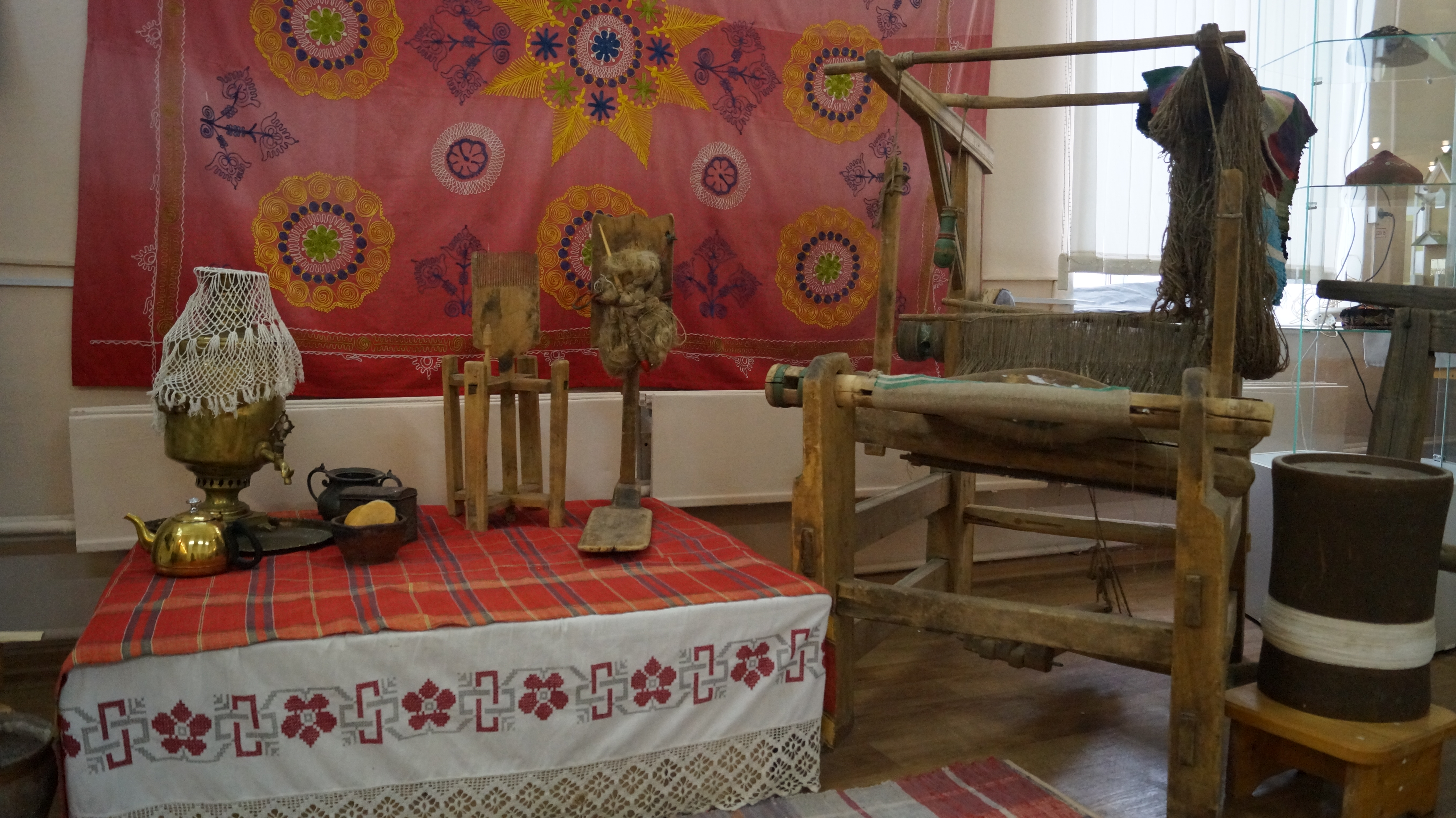
Бардымский краеведческий музей

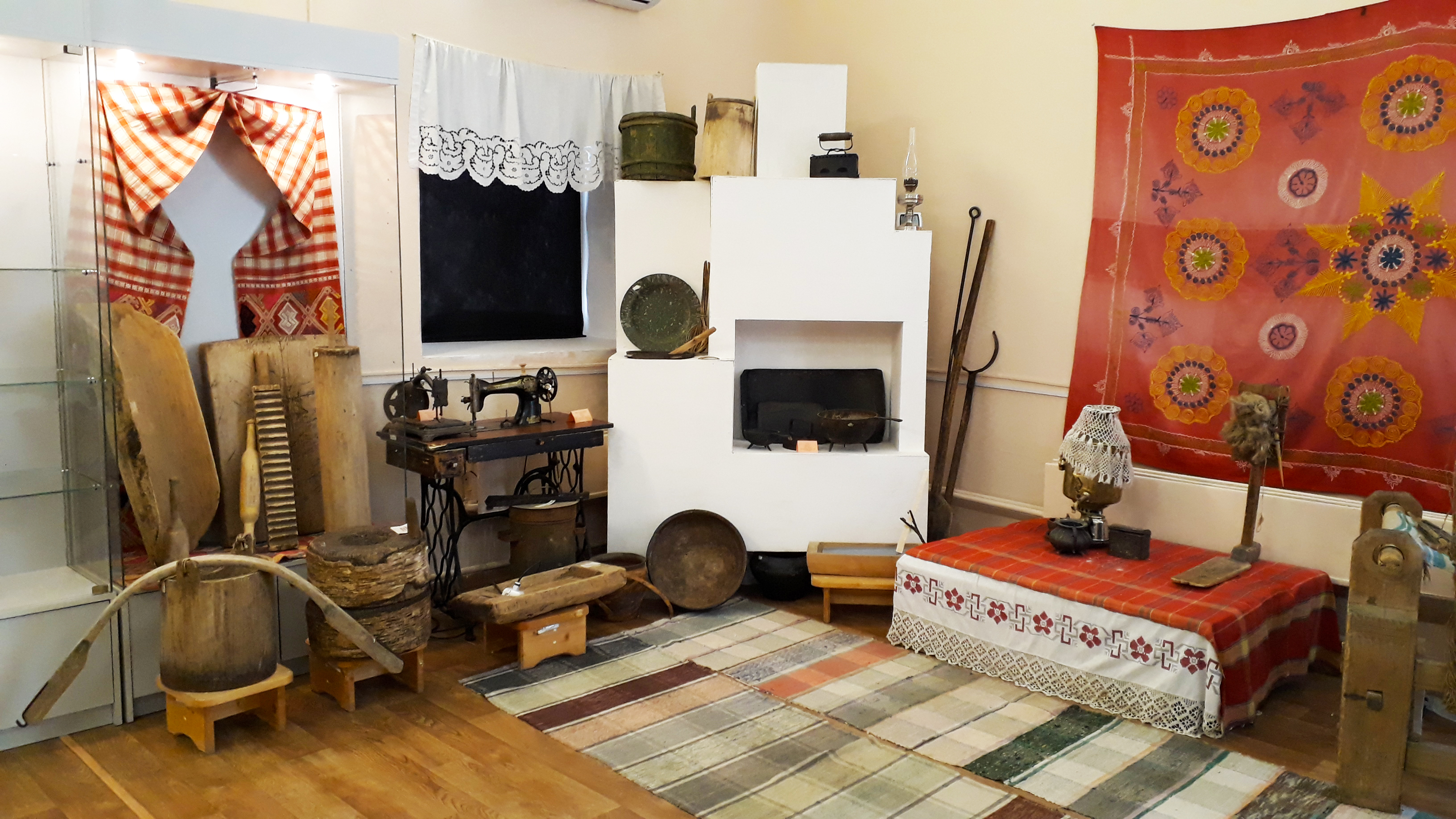
Экспозиция татаро-башкирской избы в Бардымском краеведческом музее

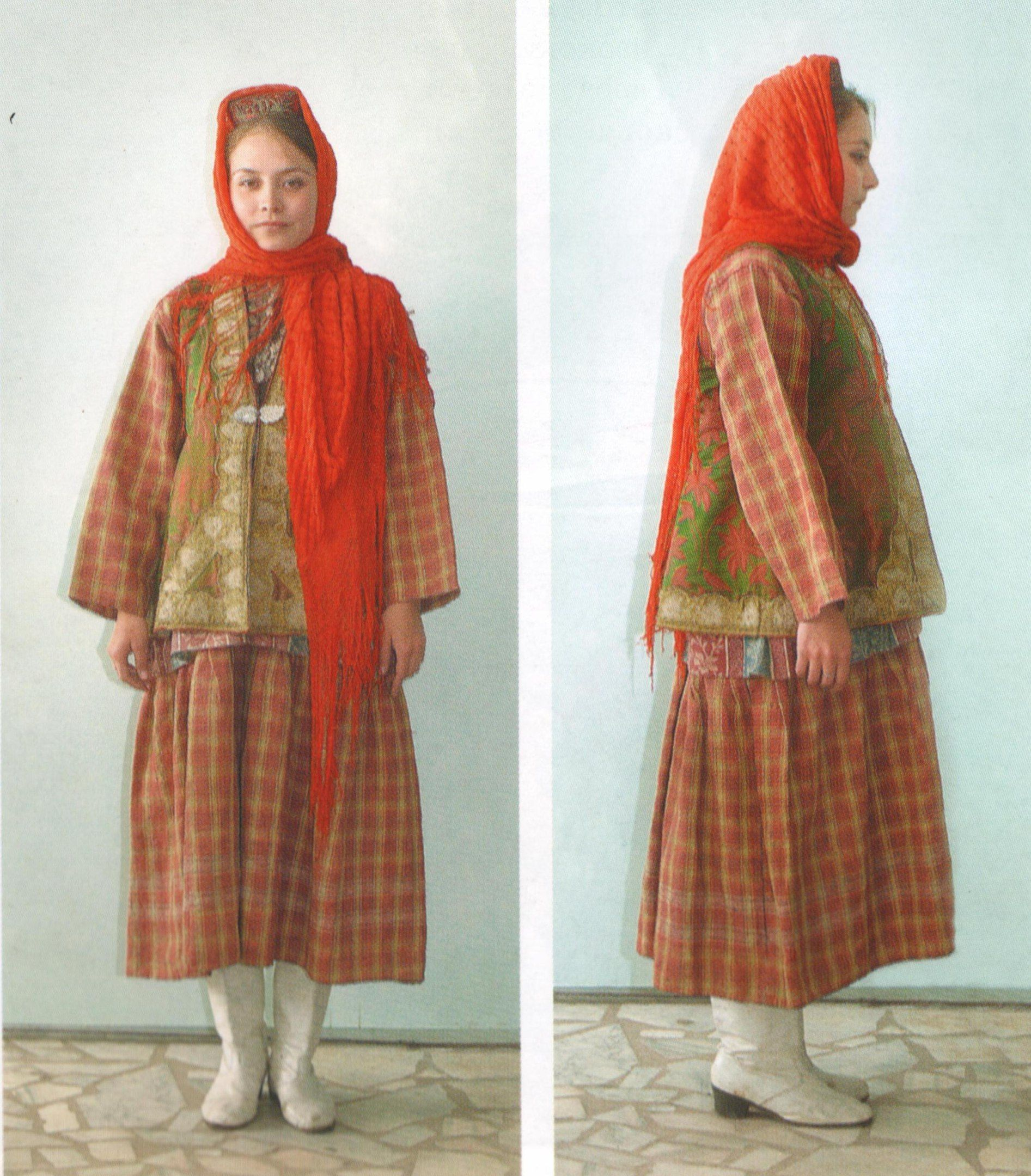
Национальная праздничная одежда Притулвинских татар и башкир

Официальное открытие музея состоялось 24 апреля 1975 года, изначально музей работал на общественных началах имел статус «Народный музей». С 1985 года располагается в здании Бардымского центра культуры и досуга. В 2004 году включен в Ассоциацию музеев России. 18 августа 2005 года музей получил статус муниципального учреждения культуры.
В музее собраны 8 тысяч экспонатов, отражающие самобытные черты Притулвинских татар и башкир Пермского края. Старинные предметы быта и орудия труда наших предков, имеющие историческую и культурную ценность: этнографические коллекции, изделия прикладного искусства, документы, редкие книги, ордена, медали.
В музее оформлена экспозиция «Интерьер татаро-башкирской избы начала XX века», которая позволяет представить быт татар и башкир в начале XX в.: большие нары — сике, расположившиеся в переднем углу, занавеси чаршау, разделяющие избу на отдельные функциональные части, подушки в вышитых наволочках, утварь и посуда создают неповторимую атмосферу старого дома. В музейной экспозиции нашли свое место также орудия труда, предметы бондарной работы, традиционные костюмы.
Особой гордостью краеведческого музея являются тастымалы, праздничные полотенца богато украшенные узорным ткачеством. Полотенца удивляют не только разнообразием орнаментальных мотивов и техникой исполнения, но и многоцветием красок, цветовым колоритом. Контрастность в использовании цвета — одна из типичных черт декоративно-прикладного искусства татар и башкир.
В 2011 году Бардымский музей с проектом «Тулвинская мозаика» стал победителем конкурса социальных и культурных проектов ООО «ЛУКОЙЛ-ПЕРМЬ».